# Masné krámy (Nové Město nad Metují)
Bývalé masné krámy v historickém jádru Nového Města nad Metují v okrese Náchod v Královéhradeckém kraji, které se v moderní době  staly městským Spolkovým domem a sídlem městského informačního centra, jsou zapsané jako kulturní památka v Ústředním seznamu nemovitých kulturních památek České republiky. Dům čp. 1225 na Husově náměstí je zároveň součástí městské památkové rezervace Nové Město nad Metují, vyhlášené 1. prosince 1969 s účinností od 1. ledna 1970.

## Historie
Nejdůležitější události, které ovlivnily podobu historického centra Nového Města nad Metují, se odehrály v první třetině 16. století. Dne 10. srpna 1501 položil Jan Černčický z Kácova, hejtman Hradeckého kraje, na ostrožně, obtékané ze tří stran řekou, základní kámen svého budoucího sídla, nazvaného Město Nové Hradiště nad Metují. O dva roky později přenesl Jan Černčický na Nové Hradiště městská práva ze sousedního Krčína.
Novému městu se stal osudným velký požár, k němuž došlo 21. června 1526. Po této události se Jan Černčický z Kácova rozhodl prodat spáleniště Vojtěchovi z Pernštejna, nejvyššímu hofmistrovi Českého království. Nový vlastník nabízel místa po spálených domech na náměstí měšťanům k odkoupení. Výstavba však probíhala příliš pomalu, Vojtěch z Pernštejna proto nechal postavit pro všechny čtyři fronty domů na novoměstském náměstí jednotná renesanční průčelí.

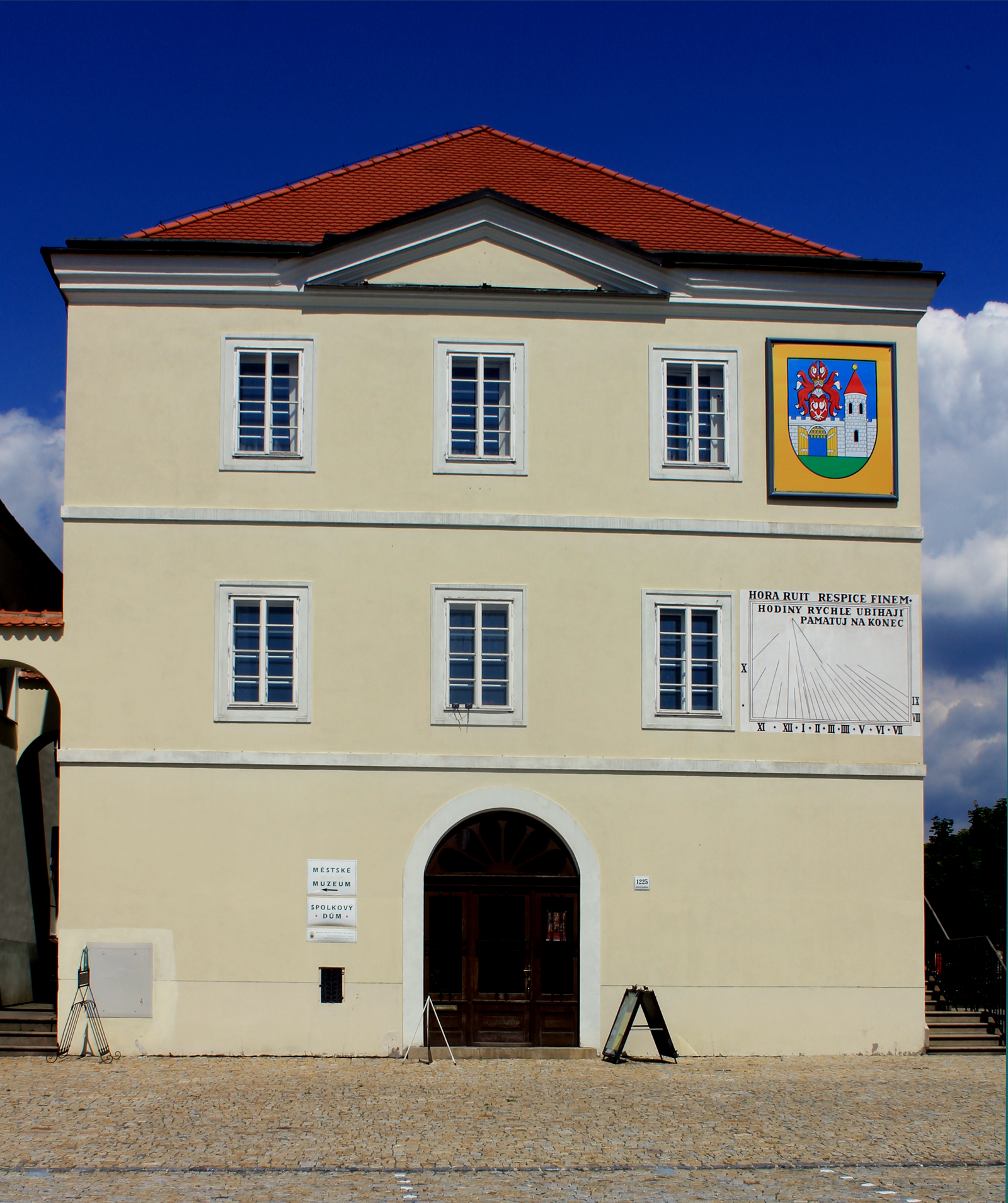
Průčelí obrácené do náměstí

Původní masné krámy, postavené po požáru z roku 1526 poblíž jihovýchodního rohu náměstí na místě pozdějšího zděného domu čp. 1225, byly dřevěné. Před požárem na tomto místě pravděpodobně stála fronta čtyř a šesti domů, z nichž se pod čp. 1225 zachoval pouze gotický sklep. Vedle masných krámů směrem ke kostelu stála dřevěná budova školy. Zděná budova masných krámů byla postavena až v letech 1589–1595. V prvním patře nad masnými krámy byla zřízena škola, pravděpodobně kvůli nedostatku místa v prostoru mezi tímto domem a kostelem Nejsvětější Trojice. Svému účelu začaly masné krámy sloužit již v roce 1591, avšak škola byla slavnostně vysvěcena a předána veřejnosti až v roce 1595.

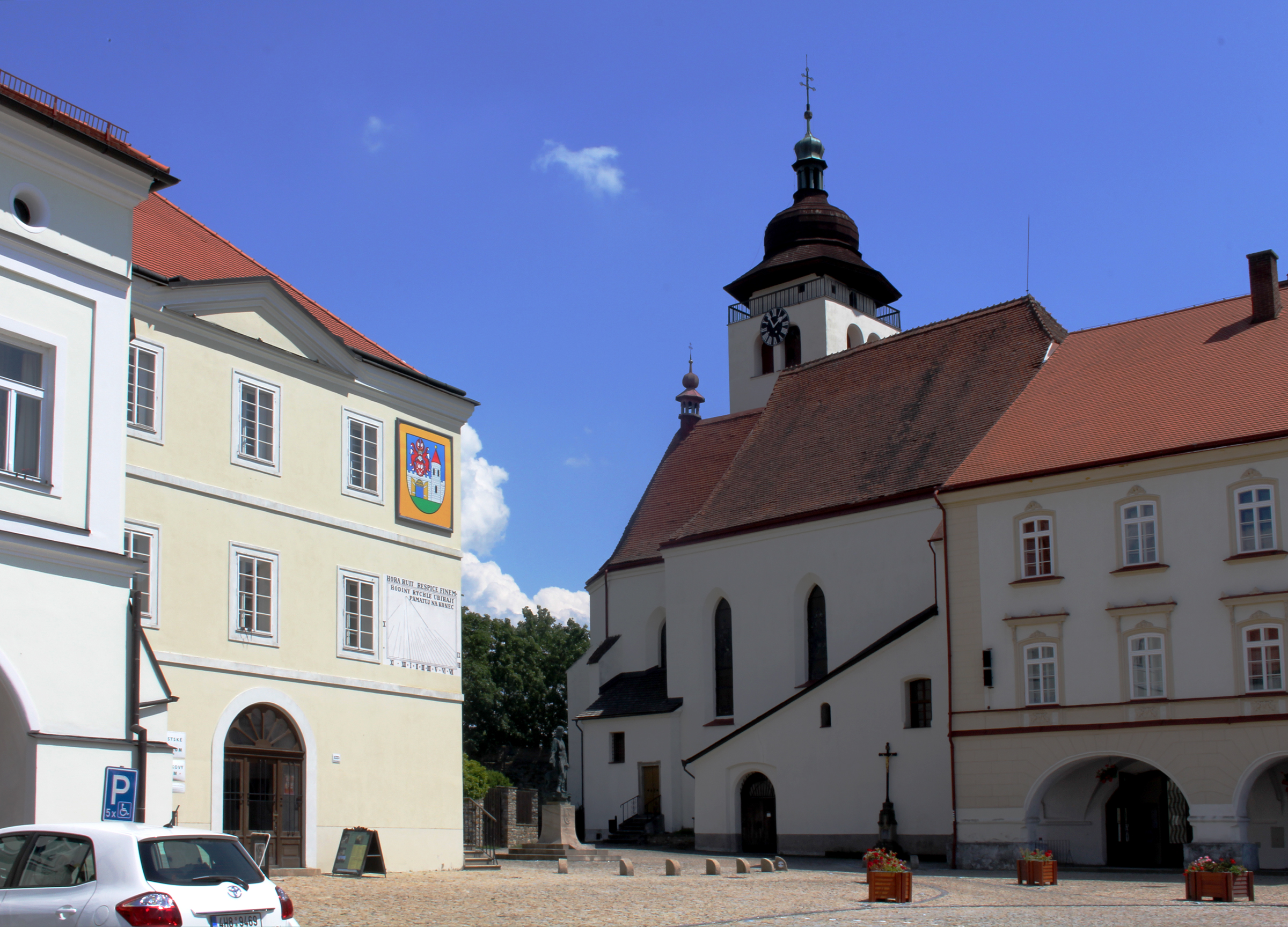
Dům čp. 1225 a kostel Nejsvětější Trojice v rohu náměstí

V roce 1825 byl objekt přestavěn, mimo jiné byla jeho zadní část zvýšena o druhé patro. Štíty, podobné štítům ostatních domů na náměstí, byly později odstraněny. Jatky, které bývaly v přízemí za masnými krámy, byly v roce 1863 zrušeny a přemístěny jinam. V roce 1864 byla o další poschodí zvýšena i přední část budovy. O deset let později byly zrušeny samotné masné krámy. V roce 1892 byla ve městě otevřena nová škola a v následujícím roce byly uvolněné prostory v bývalých masných krámech přestavěny pro účely městského úřadu, který byl dosud v domě čp 1209. V prvním poschodí byly umístěny kanceláře a v druhém zasedací síň, městská spořitelna a byt pro důchodního. V  přízemí v bývalých prostorách masných krámů byla zřízena hasičská zbrojnice.
V letech 1924–1925 byla radnice částečně rekonstruována. K další velké přestavbě pak došlo v roce 1981, kdy mj. přestalo být používáno vnější schodiště, byla zrušena hasičská zbrojnice a z jejích bývalých prostor vznikla vstupní hala, ze které vedou schody do prvního patra. V letech 1994–1995 proběhla další rekonstrukce, během které byly vyměněny vchodové dveře a okna a budova získala novou střechu a fasádu.

## Popis
Na rozdíl od ostatních domů ve frontě na východní straně náměstí dům čp. 1225  stojí volně. Od sousedního domu čp. 1224 je oddělen úzkou uličkou, nad níž jsou oba domy ve výši prvního patra spojeny pěticí prampouchů. Na rozdíl od domu čp. 1224, který byl dokončen v roce 1535, se u čp. 1225 podloubí v přední části domu nedochovalo.  Na jihovýchodní straně domu, obrácené ke kostelu, bývala pavlač, přes níž se vcházelo do školy. Na průčelí, obráceném do náměstí, jsou tři okenní osy, na boční straně pak šest okenních os. Patra a trojúhelníkové štíty jsou vizuálně odděleny profilovanými římsami.
Střecha domu je valbová. Na střeše bývala dříve věžička se zvoncem, jimiž byli svoláváni žáci místní školy.Na jižním nároží budovy jsou ve výši prvního patra umístěny dvoukřídlé sluneční hodiny, doplněné latinským nápise, „Hora ruit, respice finem. Iuste vive et cole Deum.“ („Hodiny ubíhají, mysli na konec. Žij spravedlivě a cti Boha.“).